# Xã Clark, Quận Dixon, Nebraska
Xã Clark (tiếng Anh: Clark Township) là một xã thuộc quận Dixon, tiểu bang Nebraska, Hoa Kỳ. Năm 2010, dân số của xã này là 154 người.